# Потлоджень-Вале
Потлоджень-Вале, Потлоджені-Вале (рум. Potlogeni-Vale) — село у повіті Димбовіца в Румунії. Входить до складу комуни Крингуріле.
Село розташоване на відстані 73 км на північний захід від Бухареста, 27 км на південний захід від Тирговіште, 122 км на схід від Крайови, 107 км на південь від Брашова.

## Населення
За даними перепису населення 2002 року у селі проживали 205 осіб, усі — румуни. Усі жителі села рідною мовою назвали румунську.